# Бюгланн
Бюгланн (норв. Bygland) – комуна у фюльке Агдер, Норвегія (давніше — у фюльке Еуст-Агдер). Адміністративний центр – село Бюгланн.

## Історія
Заснована 1838 року.

## Населення
Згідно з даними за 2005 рік у комуні мешкало 1 327 осіб. Густота населення становила 1 осіб/км². За населенням комуна посідає 384-тє місце в Норвегії. 
| населення станом на 1 січня 2005 |        |          |       |
|                                  | жінки  | чоловіки | разом |
| ос.                              | 677    | 650      | 1327  |
| %                                | 51,02% | 48,98%   | 100%  |

| освіченість населення станом на 1 жовтня 2004 |           |         |        |          |
|                                               | початкова | середня | вища   | невідомо |
| ос.                                           | 183       | 622     | 214    | 53       |
| %                                             | 17,07%    | 58,02%  | 19,96% | 4,94%    |

## Освіта
Згідно з даними на 1 жовтня 2004 року в комуні було 2 початкових школи (норв. grunnskolar), у яких навчався 201 учень.